# Santa subito (film)
Santa subito è un film documentario del 2019 diretto da Alessandro Piva.
Santa Scorese, giovane attivista cattolica della provincia di Bari, per anni subisce le morbose attenzioni di uno sconosciuto molestatore ma non mette mai in discussione la sua vocazione all'aiuto del prossimo e il suo percorso spirituale. La sera del 15 marzo 1991 al rientro a casa Santa viene accoltellata a morte dal suo persecutore, davanti agli occhi impotenti dei genitori e di una società all'epoca impreparata ad affrontare i reati di genere e lo stalking. Aveva ventitré anni.

## Trama
Bari, fine anni '80. Santa, che ha poco meno di vent'anni, come ogni ragazza custodisce sogni e apprensioni, che affida al suo diario. Nel suo cuore ardono fede cristiana e fame di vita. È ferma nel voler assecondare la sua vocazione spirituale, non prima però di aver conseguito la laurea, come ha concordato con i suoi. Qualcuno, però, si intromette tra Santa e le sue aspirazioni. Uno squilibrato, che la nota per caso negli ambienti parrocchiali, prende a farle appostamenti, a inviarle lettere deliranti, a pedinarla ovunque per tre lunghi anni, proseguendo di fatto indisturbato nonostante le ripetute denunce. Il 15 marzo del 1991 tredici coltellate mettono fine alla vita di Santa. Si sarebbe potuto evitare un epilogo come questo?

## Riconoscimenti
Il film ha vinto il "BNL People's Choice Award" alla XIV edizione della Festa del Cinema di Roma.